# A Sud! A Sud!
A sud! A sud! è un album di Teresa De Sio, pubblicato nel 2004.

## Il disco
Il disco è arrangiato e diretto dal noto musicista Sasà Flauto, già collaboratore nei lavori precedenti della De Sio e di diversi altri artisti napoletani.

## Tracce
1. O diavolo s'arrecreia - 3:46
2. La montanara - 6:02
3. Lu bene mio - 4:48
4. Mamma Napoli - 4:36
5. Positano - 3:17
6. A sud a sud - 3:10
7. Addio - 4:17
8. Stelle - 4:26
9. Stammo buono - 3:52
10. Quando tornammo a nascere - 4:28
11. Salta salta - 3:51
12. Pizzica (la calata dei napoletani al santuario di San Paolo in Galatina) - 5:50
13. Aumm Aumm - 7:06

## Formazione
- Teresa De Sio - voce, chitarra acustica, tamburello basco
- Sasà Flauto - chitarra acustica, cori, chitarra classica, bouzouki
- Arnaldo Vacca - batteria, percussioni, tamburello basco
- Vito De Lorenzi - batteria, tamburello
- Giuseppe De Trizio - mandolino
- Rita Turrisi - viola
- Carlo Cossu - violino
- Erma Castriota - violino
- Gennaro Della Monica - violoncello